# Repoxholm
Repoxholm, finska: Repossaari, är en ö i Finland. Den ligger i Finska viken och i kommunen Helsingfors i den ekonomiska regionen  Helsingfors i landskapet Nyland, i den södra delen av landet. Ön ligger nära Helsingfors.
Öns area är 2,7 hektar och dess största längd är 290 meter i öst-västlig riktning.